# Персональный файрвол
Персональный межсетевой экран (файрвол или брандмауэр) — программное обеспечение, осуществляющее контроль сетевой активности компьютера, на котором он установлен, а также фильтрацию трафика в соответствии с заданными правилами. В отличие от межсетевого экрана уровня сети, персональный файрвол устанавливается непосредственно на защищаемом компьютере.
Функциональность персонального файрвола подобна функциональности межсетевого экрана, однако, в силу своей специфики, персональный файрвол так же может обеспечивать дополнительные возможности для защиты компьютера:
- Контроль за приложениями, использующими порты. Персональный файрвол, в отличие от обычных межсетевых экранов, способен определить не только используемый протокол и сетевые адреса, но программное обеспечение, устанавливающее или принимающее сетевое соединение.
- Назначение раздельных правил разным пользователям без дополнительной сетевой авторизации.
- Специальный «Режим обучения», необходимый для тонкой настройки персонального файрвола под конкретную программную конфигурацию компьютера. В данном режиме при первичной сетевой активности любого программного обеспечения пользователь получает запрос на разрешение или запрещение сетевой активности данного приложения.

Несмотря на наличие некоторых полезных функций, выгодно отличающих персональный файрвол от межсетевого экрана, следует понимать, что персональный файрвол не предназначен для использования в качестве межсетевого экрана и не может осуществлять фильтрацию маршрутизируемых и/или транслируемых пакетов.